# SN 2010ay
SN 2010ay – supernowa typu Ic odkryta 17 marca 2010 roku w galaktyce A123527+2704. W momencie odkrycia miała maksymalną jasność 17,50m.